# Фонтан 99 труб
«Фонтан 99 труб» (итал. Fontana delle 99 cannelle) — является историческим памятником коммуны Л’Акуила в Абруццо, в Италии. Расположен в Борго Ривера, в квартале Сан-Джованни, недалеко от реки Атерно, фонтан состоит из девяноста трех каменных масок и шести желобов, из которых течёт вода. Согласно легенде, носики представляют девяносто девять за́мков, которые в XIII веке приняли участие в основании Л’Акуилы. Один из первых гражданских памятников города.

## История
Фонтан, вероятно, был построен по проекту архитектора Танкреди де Пентима в 1272 году, через несколько лет после основания города, о чём свидетельствует табличка, расположенная на стене напротив ворот. Нынешний внешний вид фонтан приобрёл в XV веке. Не вызывает сомнений то, что район теперь известный как Борго Ривера соответствует древней крепости Аквили, от имени которой происходит название города.
В XV веке стена над фонтаном была облицована белыми и розовыми плитами в шахматном порядке. Над плитами присутствует изображение герба города. В 1582 году архитектором Алессандро Чиккароне был обустроен левый край, и, наконец, в XVIII веке обустроен правый край фонтана в стиле барокко. Памятник пострадал во время землетрясения 1703 года. В 1744 году была восстановлена правая часть. В 1871 году были проведены очередные реставрационные работы.
В 1934 году вокруг фонтана установлен забор из кованого железа, реставрировавшийся в 1994 и в 2008 годах. Во время землетрясения 2009 года фонтан получил незначительные повреждения, по большей части в передней правой стороне, которая лежит по периметру стены города. Спустя несколько месяцев он стал центром церемонии открытия Игр Средиземноморья в Пескаре. Его восстановление было организовано итальянским фондом по охране окружающей среды и почти полностью профинансировано за счёт пожертвований. Фонтан был открыт для посещений 16 декабря 2010 года.